# 2004年夏季奥林匹克运动会田径比赛
2004年夏季奥林匹克运动会的田径比赛从8月20日到29日在雅典奥林匹克体育场举行（除了马拉松和竞走）。共46个项目，其中男子24项，女子22项。此外，国际田径联合会和2004年雅典奥运会组委会达成共识，铅球比赛放在雅典著名的古奥林匹亚举行。

## 奖牌榜
*  主辦國（希臘）
| 排名 | 国家／地区 | 金牌 | 银牌 | 铜牌 | 總數 |
| ---- | ---------- | ---- | ---- | ---- | ---- |
| 1    | 美国       | 9    | 11   | 5    | 25   |
| 2    | 俄罗斯     | 6    | 7    | 6    | 19   |
| 3    | 英国       | 3    | 0    | 1    | 4    |
| 4    | 瑞典       | 3    | 0    | 0    | 3    |
| 5    | 埃塞俄比亚 | 2    | 3    | 2    | 7    |
| 6    | 希腊*      | 2    | 2    | 1    | 5    |
| 7    | 古巴       | 2    | 1    | 2    | 5    |
| 7    | 牙买加     | 2    | 1    | 2    | 5    |
| 9    | 摩洛哥     | 2    | 1    | 0    | 3    |
| 10   | 意大利     | 2    | 0    | 1    | 3    |
| 11   | 中国       | 2    | 0    | 0    | 2    |
| 11   | 日本       | 2    | 0    | 0    | 2    |
| 13   |            | 1    | 4    | 2    | 7    |
| 14   | 立陶宛     | 1    | 1    | 0    | 2    |
| 15   | 捷克       | 1    | 0    | 2    | 3    |
| 16   | 巴哈马     | 1    | 0    | 1    | 2    |
| 16   | 波兰       | 1    | 0    | 1    | 2    |
| 18   | 白俄罗斯   | 1    | 0    | 0    | 1    |
| 18   | 喀麦隆     | 1    | 0    | 0    | 1    |
| 18   |            | 1    | 0    | 0    | 1    |
| 18   | 挪威       | 1    | 0    | 0    | 1    |
| 22   | 罗马尼亚   | 0    | 2    | 1    | 3    |
| 23   | 德国       | 0    | 2    | 0    | 2    |
| 23   | 南非       | 0    | 2    | 0    | 2    |
| 25   |            | 0    | 1    | 2    | 3    |
| 25   | 西班牙     | 0    | 1    | 2    | 1    |
| 25   | 乌克兰     | 0    | 1    | 2    | 3    |
| 28   | 丹麦       | 0    | 1    | 1    | 2    |
| 28   | 葡萄牙     | 0    | 1    | 1    | 2    |
| 30   | 匈牙利     | 0    | 1    | 0    | 1    |
| 30   | 拉脱维亚   | 0    | 1    | 0    | 1    |
| 30   | 墨西哥     | 0    | 1    | 0    | 1    |
| 33   | 法国       | 0    | 0    | 2    | 2    |
| 33   | 尼日利亚   | 0    | 0    | 2    | 2    |
| 35   | 巴西       | 0    | 0    | 1    | 1    |
| 35   | 厄立特里亚 | 0    | 0    | 1    | 1    |
| 35   | 爱沙尼亚   | 0    | 0    | 1    | 1    |
| 35   |            | 0    | 0    | 1    | 1    |
| 35   | 斯洛文尼亚 | 0    | 0    | 1    | 1    |
| 35   | 土耳其     | 0    | 0    | 1    | 1    |
| 总计 | 总计       | 46   | 45   | 45   | 136  |

## 奖牌得主

### 男子
| 项目         | 金牌 | 金牌        | 银牌                                                                                     | 银牌     | 铜牌                                                                            | 铜牌     |
| 100米        | 贾斯汀·加特林 · 美国（USA）                                                                             | 9.85        | Francis Obikwelu · 葡萄牙（POR）                                                         | 9.86 EU  | 莫里斯·格連 · 美国（USA）                                                       | 9.87     |
| 200米        | 肖恩·克劳福德 · 美国（USA）                                                                             | 19.79       | 伯纳德·威廉斯 · 美国（USA）                                                              | 20.01    | 贾斯汀·加特林 · 美国（USA）                                                     | 20.03    |
| 400米        | 杰里米·瓦里纳 · 美国（USA）                                                                             | 44.00       | 奥蒂斯·哈里斯 · 美国（USA）                                                              | 44.16    | 德里克·布鲁 · 美国（USA）                                                       | 44.42    |
| 800米        | 尤里·博尔扎科夫斯基 · 俄罗斯（RUS）                                                                     | 1:44.45     | Mbulaeni Mulaudzi · 南非（RSA）                                                          | 1:44.61  | 威爾遜·基普凱特 · 丹麦（DEN）                                                   | 1:44.65  |
| 1500米       | 希查姆·艾爾·奎羅伊 · 摩洛哥（MAR）                                                                      | 3:34.18     | 伯納德·拉加特 · （KEN）                                                                  | 3:34.30  | 鲁伊·席尔瓦 · 葡萄牙（POR）                                                     | 3:34.68  |
| 5000米       | 希查姆·艾爾·奎羅伊 · 摩洛哥（MAR）                                                                      | 13:14.39    | 克内尼萨·贝耶查 · 埃塞俄比亚（ETH）                                                      | 13:14.59 | 埃利乌德·基普乔盖 · （KEN）                                                     | 13:15.10 |
| 10,000米     | 克内尼萨·贝耶查 · 埃塞俄比亚（ETH）                                                                     | 27:05.10 OR | Sileshi Sihine · 埃塞俄比亚（ETH）                                                       | 27:09.39 | Zersenay Tadese · 厄立特里亚（ERI）                                             | 27:22.57 |
| 110米栏      | 刘翔 · 中国（CHN）                                                                                      | 12.91 WR    | Terrence Trammell · 美国（USA）                                                          | 13.18    | 阿尼尔·加西亚 · 古巴（CUB）                                                     | 13.20    |
| 400米栏      | 费利克斯·桑切斯 · （DOM）                                                                               | 47.63       | Danny McFarlane · 牙买加（JAM）                                                          | 48.11    | Naman Keïta · 法国（FRA）                                                       | 48.26    |
| 3000米障碍赛 | 埃泽凯尔·凯姆伯伊 · （KEN）                                                                             | 8:05.81     | Brimin Kipruto · （KEN）                                                                 | 8:06.11  | Paul Kipsiele Koech · （KEN）                                                   | 8:06.64  |
| 4×100米接力  | 英国（GBR） · 贾森·加德纳 · 达伦·坎贝尔 · 马龙·德文尼什 · 马克·刘易斯-弗朗西斯                          | 38.07       | 美国（USA） · 肖恩·克劳福德 · 贾斯汀·加特林 · Coby Miller · 莫里斯·格連 · Darvis Patton* | 38.08    | 尼日利亚（NGR） · Olusoji Fasuba · Uchenna Emedolu · Aaron Egbele · 德杰·阿利乌 | 38.23    |
| 4×400米接力  | 美国（USA） · 奥蒂斯·哈里斯 · 德里克·布鲁 · 杰里米·瓦里纳 · 达罗尔德·威廉森 · 安德鲁·罗克* · 凯利·威利* | 2:55.91     | （AUS） · 约翰·斯蒂芬森 · 马克·奥姆罗德 · 帕特里克·德怀尔 · 克林顿·希尔                  | 3:00.60  | 尼日利亚（NGR） · James Godday · Musa Audu · Saul Weigopwa · Enefiok Udo-Obong  | 3:00.90  |
| 马拉松       | 斯特凡诺·巴尔迪尼 · 意大利（ITA）                                                                       | 2:10.55     | Mebrahtom Keflezighi · 美国（USA）                                                       | 2:11.29  | 萬德雷·科代羅·利馬 · 巴西（BRA）                                                | 2:12.11  |
| 20公里竞走   | 伊瓦诺·布鲁涅蒂 · 意大利（ITA）                                                                         | 1:19.40     | 帕基略·费尔南德斯 · 西班牙（ESP）                                                        | 1:19.45  | Nathan Deakes · （AUS）                                                         | 1:20.02  |
| 50公里竞走   | 罗伯特·科热尼奥夫斯基 · 波兰（POL）                                                                     | 3:38.46     | Denis Nizhegorodov · 俄罗斯（RUS）                                                       | 3:42:50  | Aleksey Voyevodin · 俄罗斯（RUS）                                               | 3:43:34  |
| 跳高         | 斯特凡·霍尔姆 · 瑞典（SWE）                                                                             | 2.36 m      | Matt Hemingway · 美国（USA）                                                             | 2.34 m   | 雅罗斯拉夫·巴巴 · 捷克（CZE）                                                   | 2.34 m   |
| 撑竿跳高     | 蒂姆·麦克 · 美国（USA）                                                                                 | 5.95 m OR   | Toby Stevenson · 美国（USA）                                                             | 5.90 m   | 朱塞佩·吉比利斯科 · 意大利（ITA）                                               | 5.85 m   |
| 跳远         | 德怀特·菲利普斯 · 美国（USA）                                                                           | 8.59 m      | John Moffitt · 美国（USA）                                                               | 8.47 m   | 霍安·利诺·马丁内斯 · 西班牙（ESP）                                              | 8.32 m   |
| 三级跳远     | 克里斯蒂安·奥尔松 · 瑞典（SWE）                                                                         | 17.79 m     | 马里安·奥普雷亚 · 罗马尼亚（ROU）                                                        | 17.55 m  | Danil Burkenya · 俄罗斯（RUS）                                                  | 17.48 m  |
| 铅球         | 亚当·纳尔逊 · 美国（USA）                                                                               | 21.16 m     | 约阿希姆·奥尔森 · 丹麦（DEN）                                                            | 21.07 m  | 曼努埃尔·马丁内斯·古铁雷斯 · 西班牙（ESP）                                      | 20.84 m  |
| 铁饼         | 維爾吉利尤斯·阿萊克納 · 立陶宛（LTU）                                                                   | 69.89 m OR  | 克瓦戈·佐尔坦 · 匈牙利（HUN）                                                            | 67.04 m  | 亞歷山大·塔莫特 · 爱沙尼亚（EST）                                               | 66.66 m  |
| 链球         | 室伏广治 · 日本（JPN）                                                                                  | 82.91 m     | 未颁发                                                                                   |          | 埃什雷夫·阿帕克 · 土耳其（TUR）                                                 | 79.51 m  |
| 标枪         | 安德烈亚斯·托希尔德森 · 挪威（NOR）                                                                     | 86.50 m     | Vadims Vasiļevskis · 拉脱维亚（LAT）                                                     | 84.95 m  | Sergey Makarov · 俄罗斯（RUS）                                                  | 84.84 m  |
| 十项全能     | 罗曼·谢布尔勒 · 捷克（CZE）                                                                             | 8893 OR     | Bryan Clay · 美国（USA）                                                                 | 8820     | 德米特里·卡爾波夫 · （KAZ）                                                     | 8725     |

* 仅参加预赛但仍获得奖牌的选手

### 女子
| 项目        | 金牌                                                                                            | 金牌        | 银牌 | 银牌     | 铜牌                                                                                               | 铜牌     |
| 100米       | Yulia Nesterenko · 白俄罗斯（BLR）                                                              | 10.93       | 劳琳·威廉斯 · 美国（USA） | 10.96    | 维罗尼卡·坎贝尔-布朗 · 牙买加（JAM）                                                               | 10.97    |
| 200米       | 维罗尼卡·坎贝尔-布朗 · 牙买加（JAM）                                                            | 22.05       | 愛麗森·費利克斯 · 美国（USA）                                                                                                  | 22.18    | 黛比·弗格森 · 巴哈马（BAH）                                                                        | 22.30    |
| 400米       | Tonique Williams-Darling · 巴哈马（BAH）                                                        | 49.41       | 安娜·格瓦拉 · 墨西哥（MEX） | 49.56    | Natalya Antyukh · 俄罗斯（RUS）                                                                    | 49.89    |
| 800米       | 凯莉·霍姆斯 · 英国（GBR）                                                                       | 1:56.38     | Hasna Benhassi · 摩洛哥（MAR）                                                                                                 | 1:56.43  | 约兰达·切普拉克 · 斯洛文尼亚（SLO）                                                                | 1:56.43  |
| 1500米      | 凯莉·霍姆斯 · 英国（GBR）                                                                       | 3:57.90     | Tatyana Tomashova · 俄罗斯（RUS）                                                                                              | 3:58.12  | 玛丽亚·琼坎 · 罗马尼亚（ROU）                                                                      | 3:58.39  |
| 5000米      | 梅塞蕾特·德法尔 · 埃塞俄比亚（ETH）                                                             | 14:45.65    | Isabella Ochichi · （KEN） | 14:48.19 | 蒂鲁内什·迪巴巴 · 埃塞俄比亚（ETH）                                                                | 14:51.83 |
| 10,000米    | 邢慧娜 · 中国（CHN）                                                                            | 30:24.36    | 埃杰加耶胡·迪巴巴 · 埃塞俄比亚（ETH）                                                                                          | 30:24.98 | 德拉图·图卢 · 埃塞俄比亚（ETH）                                                                    | 30:26.42 |
| 100米栏     | 乔安娜·海斯 · 美国（USA）                                                                       | 12.37 OR    | Olena Krasovska · 乌克兰（UKR）                                                                                                | 12.45    | Melissa Morrison · 美国（USA）                                                                     | 12.56    |
| 400米栏     | Fani Chalkia · 希腊（GRE）                                                                      | 52.82       | Ionela Târlea-Manolache · 罗马尼亚（ROU）                                                                                      | 53.38    | Tetyana Tereshchuk-Antipova · 乌克兰（UKR）                                                        | 53.44    |
| 4×100米接力 | 牙买加（JAM） · 泰娜·劳伦斯 · 谢龙·辛普森 · 艾琳·贝莉 · 维罗尼卡·坎贝尔-布朗 · 贝弗莉·麦克唐纳* | 41.73       | 俄罗斯（RUS） · Olga Fyodorova · Yuliya Tabakova · Irina Khabarova · Larisa Kruglova                                           | 42.27    | 法国（FRA） · Véronique Mang · Muriel Hurtis · 西尔维亚娜·费利克斯 · 克里斯蒂娜·阿龙               | 42.54    |
| 4×400米接力 | 美国（USA） · 迪迪·特罗特 · 莫妮克·亨德森 · 桑娅·理查兹 · 莫妮克·亨纳甘 · 穆肖米·鲁宾逊*        | 3:19.01 [c] | 俄罗斯（RUS） · Olesya Krasnomovets · 纳塔利娅·纳扎罗娃 · Olesya Zykina · Natalya Antyukh · Tatyana Firova* · Natalia Ivanova* | 3:20.16  | 牙买加（JAM） · 诺夫琳·威廉姆斯 · Michelle Burgher · Nadia Davy · Sandie Richards · Ronetta Smith* | 3:22.00  |
| 马拉松      | 野口水木 · 日本（JPN）                                                                          | 2:26:20     | Catherine Ndereba · （KEN） | 2:26:32  | Deena Kastor · 美国（USA）                                                                         | 2:27:20  |
| 20公里竞走  | Athanasia Tsoumeleka · 希腊（GRE）                                                              | 1:29:12     | Olimpiada Ivanova · 俄罗斯（RUS）                                                                                              | 1:29:16  | 简·萨维尔 · （AUS）                                                                                | 1:29:25  |
| 跳高        | 叶连娜·斯列萨连科 · 俄罗斯（RUS）                                                               | 2.06 m OR   | Hestrie Cloete · 南非（RSA）                                                                                                   | 2.02 m   | Viktoriya Styopina · 乌克兰（UKR）                                                                 | 2.02 m   |
| 撑竿跳高    | 叶莲娜·伊辛巴耶娃 · 俄罗斯（RUS）                                                               | 4.91 m WR   | Svetlana Feofanova · 俄罗斯（RUS）                                                                                             | 4.75 m   | 安娜·罗戈夫斯卡 · 波兰（POL）                                                                      | 4.70 m   |
| 跳远        | 塔季扬娜·列别杰娃 · 俄罗斯（RUS）                                                               | 7.07 m      | Irina Simagina · 俄罗斯（RUS）                                                                                                 | 7.05 m   | Tatyana Kotova · 俄罗斯（RUS）                                                                     | 7.05 m   |
| 三级跳远    | 弗朗索瓦丝·姆班戈·埃托内 · 喀麦隆（CMR）                                                        | 15.30 m     | Hrysopiyi Devetzi · 希腊（GRE）                                                                                                | 15.25 m  | 塔季扬娜·列别杰娃 · 俄罗斯（RUS）                                                                  | 15.14 m  |
| 铅球        | Yumileidi Cumbá · 古巴（CUB）                                                                   | 19.59 m     | 娜丁·克莱纳特 · 德国（GER） | 19.55 m  | 未颁发                                                                                             |          |
| 铁饼        | 纳塔利娅·萨多娃 · 俄罗斯（RUS）                                                                 | 67.02 m     | Anastasia Kelesidou · 希腊（GRE）                                                                                              | 66.68 m  | Věra Pospíšilová-Cechlová · 捷克（CZE）                                                            | 66.08 m  |
| 链球        | 奥莉加·库津科娃 · 俄罗斯（RUS）                                                                 | 75.02 m OR  | 伊普西·莫雷诺 · 古巴（CUB） | 73.36 m  | Yunaika Crawford · 古巴（CUB）                                                                     | 73.16 m  |
| 标枪        | 奥斯莱迪丝·梅嫩德斯 · 古巴（CUB）                                                               | 71.53 m OR  | 施特菲·内里乌斯 · 德国（GER）                                                                                                  | 65.82 m  | Mirela Manjani · 希腊（GRE）                                                                       | 64.29 m  |
| 七项全能    | 卡罗琳娜·克吕夫特 · 瑞典（SWE）                                                                 | 6952        | 奧斯托·斯庫耶特 · 立陶宛（LTU）                                                                                                | 6435     | 凯莉·萨瑟顿 · 英国（GBR）                                                                          | 6424     |

* 仅参加预赛但仍获得奖牌的选手

## 参赛国家和地区
共有197个代表团参加该届奥运田径赛事。括号内数字为该代表团参加田径项目的人数。
| - 阿富汗（2） - 阿尔巴尼亚（2） - 阿尔及利亚（21） - 美属萨摩亚（2） - 安道尔（2） - 安哥拉（2） - 安提瓜和巴布达（3） - 阿根廷（9） - 亚美尼亚（2） - 阿鲁巴（1） - （45） - 奥地利（6） - 阿塞拜疆（5） - 巴哈马（18） - 巴林（6） - （1） - 巴巴多斯（3） - 白俄罗斯（43） - 比利时（18） - 伯利兹（2） - （2） - 百慕大（1） - 玻利维亚（2） - 波斯尼亚和黑塞哥维那（2） - 博茨瓦纳（9） - 巴西（37） - （1） - 汶莱（1） - 保加利亚（20） - 布基纳法索（3） - 布隆迪（6） - 柬埔寨（2） - 喀麦隆（8） - 加拿大（23） - 佛得角（1） - 开曼群岛（2） - 中非共和国（2） - （2） - 智利（3） - 中国（52） - 哥伦比亚（13） - 科摩罗（2） - 刚果共和国（2） - 库克群岛（2） - 科特迪瓦（2） - 克罗地亚（12） - 古巴（39） - 塞浦路斯（7） - 捷克（36） - 丹麦（5） - 刚果民主共和国（2） - 吉布提（2） - 多米尼克（2） - （6） - 厄瓜多尔（8） - 埃及（2） - 萨尔瓦多（2） - 赤道几内亚（2） - 厄立特里亚（4） - 爱沙尼亚（15） - 埃塞俄比亚（25） - 斐济（2） - 芬兰（30） - 法国（61） - 加蓬（2） - 冈比亚（2） | - （3） - 德国（86） - （11） - 英国（58） - 希腊（66） - 格林纳达（3） - 关岛（2） - 危地马拉（6） - 几内亚（2） - 几内亚比绍（2） - 圭亚那（2） - 海地（4） - 洪都拉斯（1） - 中国香港（2） - 匈牙利（39） - 冰岛（2） - 印度（19） - 印度尼西亚（2） - 伊朗（2） - 伊拉克（2） - 爱尔兰（15） - 以色列（5） - 意大利（54） - 牙买加（45） - 日本（41） - 约旦（2） - （22） - （32） - 基里巴斯（2） - 科威特（5） - （7） - 老挝（2） - 拉脱维亚（17） - 黎巴嫩（2） - 莱索托（2） - 利比里亚（2） - 利比亚（2） - 立陶宛（59） - 卢森堡（1） - 马其顿（2） - 马达加斯加（3） - 马来西亚（2） - 马拉维（2） - 马尔代夫（2） - （2） - 马耳他（2） - 毛里塔尼亚（2） - 毛里求斯（4） - 墨西哥（27） - 密克罗尼西亚（2） - 摩尔多瓦（13） - 摩纳哥（1） - 蒙古（2） - 摩洛哥（27） - 莫桑比克（2） - 纳米比亚（3） - 尼泊尔（2） - 荷兰（25） - （2） - 尼加拉瓜（3） - （2） - 尼日利亚（26） - 新西兰（15） - 朝鲜（4） - 挪威（10） - 阿曼（1） | - 巴基斯坦（2） - 帕劳（2） - 巴勒斯坦（2） - 巴拿马（2） - 巴布亚新几内亚（2） - 巴拉圭（2） - 秘鲁（2） - 菲律宾（2） - 波兰（55） - 葡萄牙（32） - 波多黎各（3） - （14） - 罗马尼亚（28） - 俄罗斯（130） - 卢旺达（3） - 圣基茨和尼维斯（2） - 圣卢西亚（1） - 圣文森特和格林纳丁斯（2） - 萨摩亚（2） - 圣马力诺（1） - 圣多美和普林西比（2） - 沙特阿拉伯（12） - 塞内加尔（10） - 塞尔维亚和黑山（7） - 塞舌尔（2） - （2） - 新加坡（2） - 斯洛伐克（12） - 斯洛文尼亚（18） - 所罗门群岛（2） - 索马里（2） - 南非（38） - 韩国（18） - 西班牙（71） - 斯里兰卡（5） - 苏丹（5） - 苏里南（2） - （2） - 瑞典（15） - 瑞士（10） - 叙利亚（2） - 坦桑尼亚（8） - （2） - 泰国（3） - 东帝汶（2） - 特立尼达和多巴哥（21） - 多哥（2） - （2） - 中华台北（2） - 突尼斯（6） - 土耳其（13） - （2） - 乌干达（4） - 乌克兰（54） - 阿拉伯联合酋长国（1） - 美国（140） - 乌拉圭（3） - （11） - 瓦努阿图（2） - 委内瑞拉（5） - 越南（2） - （2） - 也门（1） - 赞比亚（2） - 津巴布韦（6） |

## 外部連結
- . International Olympic Committee.   [2007-01-03]. （原始内容存档于2007-01-04）.
- (PDF). la84.org.   [2012-03-09]. （原始内容 (PDF)存档于2012-03-25）.